# Guido Dussin
Guido Dussin (Fontanafredda, 28 aprile 1959) è un politico e architetto italiano.

## Biografia
Guido Dussin è stato sindaco del comune di San Vendemiano in provincia di Treviso dal 1995 al 1999 e dal 1999 al 2004 quando, non più ricandidabile, lascia il posto alla sua delfina Sonia Brescacin, che amministrerà il comune per altri 10 anni.
Il 26 maggio 2014 viene nuovamente rieletto sindaco del paese della Marca Trevigiana, carica riconfermata alle elezioni amministrative del 26 maggio 2019.
Alle elezioni politiche del 1996 viene eletto deputato della XIII legislatura della Repubblica Italiana nella circoscrizione Veneto 2 per la Lega Nord.
Viene rieletto deputato della XIV legislatura della Repubblica Italiana alle elezioni politiche del 2001 sempre nella circoscrizione Veneto 2 e nelle file della Lega Nord.
Successivamente viene rieletto quale deputato della XV legislatura della Repubblica Italiana alle elezioni politiche del 2006 e della XVI legislatura della Repubblica Italiana alle elezioni politiche del 2008 sempre per la Lega Nord nella circoscrizione elettorale Veneto 2.